# 東灘新都市
東灘新都市（トンタンしんとし）は、大韓民国京畿道華城市に建設されるブランド新都市。

## 概説
韓国建設交通部は2007年6月1日、京畿道華城市東灘面英川里（ヨンチョンリ）、清渓里（チョンゲリ）、新里（シンリ）、防橋里（バンギョリ）一帯の660万坪にアパート10万世帯、一戸建て5千世帯など計10万5千世帯を建設する内容の新都市計画を発表した。東灘には10万5千世帯の住宅（メタポリスなど）、及び26万人が収容される。区域として西側の東灘１、東灘駅周辺の東灘２に分類され、計画初期は東灘１を中心に行われたが、2021年8月に高速線・東灘駅にロッテ百貨店が建設されて以降、東灘２区域の開発が急速に進んでいる。東灘駅ロッテキャッスルを筆頭に高層マンションの建設ラッシュが進み、計画整備された美しく利便性の高い街並みが展開されている。隣近地域の先端産業と研究機能を包括し、経済、商業中心になる計画都市、高級ブランド都市として、今後も成長が期待される。

## 交通機関
- 鉄道… KORAIL餅店基地線・西東灘駅、SR水西平沢高速線・東灘駅